# سلافية شرقية قديمة
اللغة السلافية الشرقية القديمة (يشار إليها أيضاً الروسية القديمة ) هي لغة تحدث بها السلاف الشرقيون بين القرنين العاشر والخامس عشر الميلاديين في خقانات روس والولايات التي نشأت بعد سقوطها.
تطورت اللغة السلافية الشرقية القديمة لاحقاً إلى اللغات السلافية الشرقية الحديثة، والتي يتكلم بها الآن سكان بيلاروس وووسط وشرقي أوكرانيا والأجزاء الغربية من روسيا، بالإضافة إلى المحافظات الشرقية في بولندا.

## التصنيف
يصنف اللغويون في الوقت الحالي اللغة السلافية الشرقية القديمة حسب لغة البلد إلى:
- لغة أوكرانية قديمة
- لغة بيلاروسية قديمة
- لغة روسية قديمة

## اقرأ أيضاً
- لغات سلافية شرقية